# دراچیچ
دراچیچ (به صربی: Dračić) یک منطقهٔ مسکونی در صربستان است که در والیفو واقع شده‌است. دراچیچ ۲۶۴ نفر جمعیت دارد.